# Ghiacciaio Morton
Il ghiacciaio Morton è un ghiacciaio lungo circa 35 km situato nella regione sud-occidentale della Dipendenza di Ross, nell'Antartide orientale. Il ghiacciaio, il cui punto più alto si trova a circa 2300 m s.l.m., si trova nella dorsale Holland, sulla costa di Shackleton, dove fluisce verso est partendo dal versante centro-orientale della dorsale e scorrendo tra il versante meridionale del promontorio Vaughan e quello settentrionale della cresta Lewis fino a unire il proprio flusso a quello del ghiacciaio Lennox-King, al di sopra della superficie dell'insenatura di Richards, andando ad alimentare la barriera di Ross.

## Storia
Il ghiacciaio Morton è stato mappato da membri dello United States Geological Survey (USGS) grazie a ricognizioni tellurometriche effettuate dallo stesso USGS nel 1961-62 e a fotografie scattate durante ricognizioni aeree effettuate dalla marina militare statunitense nel 1960. In seguito, esso è stato così battezzato dal comitato consultivo dei nomi antartici in onore del tenente comandante John A. Morton, ufficiale in comando del distaccamento Alfa della squadriglia VX-6, di stanza alla stazione McMurdo nel 1964.